# كل ما أعرفه عن الحب
كل ما أعرفه عن الحب هو مذكرات صدرت عام 2018 للصحفية البريطانية دوللي ألدرتون، حيث تروي الكاتبة مغامرات امرأة في العشرينات من عمرها. 

## القصة
يمتد الكتاب من تجربة ألدرتون في المدرسة الابتدائية والثانوية في المملكة المتحدة إلى أواخر العشرينيات من عمرها مع أصدقائها. تتعلق الحكايات الموجودة في المذكرات بتجارب ألدرتون طوال فترة تعليمها العالي (جامعة إكستر)  ، ولقاءاتها مع أصدقائها وزملائها في السكن والعلاقات السامة مع الرجال وجسدها والتعامل مع فقدان شخص قريب منها.
يصف الغلاف الخلفي للكتاب الورقي  المذكرات بأنها مضحكة للغاية ومفجعة أحيانًا والأكثر مبيعًا على مستوى العالم: تعلم القراء عن النمو والتعامل مع الصداقات والتغيرات المهنية والحزن والعثور على الحب الدائم. على الرغم من أن المذكرات لها جمهور واسع إلا أن المراجعات الإيجابية غالبا ما تكون مرتبطة بالشابات  ، وهي النسبة الأكبر من قاعدة معجبي ألدرتون. تتضمن المذكرات حكايات شخصية ومحادثات نصية وحلول  إلى جانب أسلوب الكتابة السردية.
تُعد مذكرات السيرة الذاتية هذه أول كتب ألدرتون المنشورة، يليها كتب الأشباح وعزيزتي دوللي والمواد الجيدة وجميعها من الكتب الأكثر مبيعًا في صحيفة نيويورك تايمز.  مادة جيدة  وأشباح  هي روايات معاصرة تتعلق أيضًا برجال ونساء في العشرينات من العمر، في حين أن عزيزتي دوللي عبارة عن مجموعة من ردود ألدرتون من عمود عمة العذاب  في صحيفة صنداي تايمز.

## الاستقبال
رُشح كتاب كل ما أعرفه عن الحب لجائزة كتاب أحجار مائية لعام 2018  ، وحصل على جائزة الكتاب الوطني لعام 2018 عن السيرة الذاتية   وأُدرج ضمن القائمة المختصرة لجائزة الكتاب الروائي الواقعي لعام 2019 في المملكة المتحدة جوائز الكتاب.  حول المذكرات إلى مسلسل درامي تلفزيوني يحمل اسم بي بي سي/ بيكوك .  تمت ترجمة الكتاب إلى أكثر من 25 لغة بما في ذلك البولندية  والروسية. 
| « | لطالما كانت دوللي ألدرتون شمعة رومانية متلألئة للمواهب. إنها مضحكة وذكية ومنخرطة بشكل متفجر في عجائب وغرابة العالم. لكن ما يجعل هذه المذكرات أكثر من مجرد ترفيه هو الناضج الذي تصفه ألدرتون في هذه الصفحات. إنها رحلة مروية بشكل جميل وكتاب مدروس ومهم، أحببته. | » |

في جود ريدز حصل الكتاب على متوسط تقييم 4.03 (من 5) بناءً على 296.052 تقييمًا و34.671 مراجعة. 
في ستوريغراف، حصل الكتاب على متوسط تقييم 4.05 (من 5) بناءً على 35202 مراجعة. وقد صُنف بشكل متكرر على أنه مضحكة وعاطفية. 

## الروابط الخارجية
- Burchill, Julie (13 Feb 2018). "Everything I Know About Love is a shockingly intimate memoir from former sex columnist Dolly Alderton". New Statesman (بالإنجليزية). Archived from the original on 2020-11-04. Retrieved 2020-09-13.